# Homa (woreda)
Pour les articles homonymes, voir Homa.
Homa est un woreda de l'ouest de l’Éthiopie situé dans la zone Mirab Welega de la région Oromia. Il a 24 557 habitants en 2007 et porte le nom de son centre administratif.
Détaché du woreda Gimbi au plus tard en 2007, le woreda Homa est entouré dans la zone Mirab Welega par Lalo Asabi, Gimbi, Haru et Genji.
Son centre administratif se trouve une trentaine de kilomètres au sud-ouest de la ville de Gimbi, à environ 1 600 m d'altitude.
Au recensement national de 2007, le woreda compte 24 557 habitants dont 10 % de citadins avec 2 484 habitants au centre administratif.
La majorité des habitants (77 %) sont protestants, 12 % sont orthodoxes et 10 % sont musulmans.
En 2022, la population du woreda est estimée à 36 012 personnes avec une densité de population de 496 personnes par km2 et 72,64 km2 de superficie.